# Simyra saepistriata
Simyra saepistriata là một loài bướm đêm trong họ Noctuidae.